# Plavání na mistrovství Evropy v plaveckých sportech 1962
Závody v plavání na mistrovství Evropy v plaveckých sportech za rok 1962 proběhly v Lipsku, Východní Německo ve dnech 18. až 25. srpna 1962.

## Výsledky

### Individuální disciplíny
| Muži                 | Zlato                     | Zlato   | Stříbro                    | Stříbro | Bronz                        | Bronz   |
| -------------------- | ------------------------- | ------- | -------------------------- | ------- | ---------------------------- | ------- |
| 100 m volný způsob   | Alain Gottvallès (FRA)    | 55,0    | Per-Ola Lindberg (SWE)     | 55,5    | Ron Kroon (NED)              | 55,5    |
| 400 m volný způsob   | Johan Bontekoe (NED)      | 4:25,6  | Hans Rosendahl (SWE)       | 4:25,8  | Frank Wiegand (GDR)          | 4:26,8  |
| 1500 m volný způsob  | József Katona (HUN)       | 17:49,5 | Miguel Torres (ESP)        | 17:55,6 | Richard Campion (GBR)        | 17:59,8 |
| 200 m znak           | Leonid Barbijer (URS)     | 2:16,6  | Wolfgang Wagner (GDR)      | 2:17,9  | József Csikány (HUN)         | 2:18,5  |
| 200 m motýlek        | Valentin Kuzmin (URS)     | 2:14,2  | Brian Jenkins (GBR)        | 2:15,6  | Wolfgang Sieber (GDR)        | 2:18,0  |
| 200 m prsa           | Heorhij Prokopenko (URS)  | 2:32,8  | Ivan Karetnikov (URS)      | 2:33,2  | Robert van Empel (NED)       | 2:38,1  |
| 400 m polohový závod | Gennadij Androsov (URS)   | 5:01,3  | Johannes Jiskoot (NED)     | 5:05,5  | Jürgen Bachmann (GDR)        | 5:05,9  |
| Ženy                 | Zlato                     | Zlato   | Stříbro                    | Stříbro | Bronz                        | Bronz   |
| 100 m volný způsob   | Heidi Pechsteinová (GDR)  | 1:03,3  | Diana Wilkinsonová (GBR)   | 1:03,3  | Hendrika Tigelaarová (NED)   | 1:03,3  |
| 400 m volný způsob   | Aartje Lasterieová (NED)  | 4:52,4  | Hendrika Tigelaarová (NED) | 4:57,3  | Elisabeth Ljunggrenová (SWE) | 4:58,1  |
| 100 m znak           | Maria van Velsenová (NED) | 1:10,5  | Kornelia Winkelová (NED)   | 1:10,7  | Veronika Holletzová (GDR)    | 1:11,3  |
| 100 m motýlek        | Aagje Koková (NED)        | 1:09,0  | Ute Noacková (GDR)         | 1:10,0  | Marianne Heemskerková (NED)  | 1:10,3  |
| 200 m prsa           | Anita Lonsbroughová (GBR) | 2:50,2  | Klena Bimoltová (NED)      | 2:51,2  | Ursula Küperová (GDR)        | 2:52,2  |
| 400 m polohový závod | Aartje Lasterieová (NED)  | 5:27,8  | Anita Lonsbroughová (GBR)  | 5:32,3  | Márta Egerváryová (HUN)      | 5:33,3  |

### Štafety
| Muži                   | Zlato | Zlato  | Stříbro | Stříbro | Bronz | Bronz  |
| ---------------------- | --- | ------ | --- | ------- | --- | ------ |
| 4×100 m volný způsob   | Francie (FRA) (Gérard Gropaiz, Robert Christophe, Jean-Pascal Curtillet, Alain Gottvallès, (r)Jean-Pierre Moine)                 | 3:43,7 | Spojené království (GBR) (Stanley Clarke, Peter Kendrew, John Martin-Dye, Robert McGregor)                                   | 3:44,7  | Švédsko (SWE) (Per-Ola Lindberg, Mats Svensson, Jan Lundin, Bengt Nordwall)                                                  | 3:45,0 |
| 4×200 m volný způsob   | Švédsko (SWE) (Per-Ola Lindberg, Hans Rosendahl, Mats Svensson, Lars-Erik Bengtsson)                                             | 8:18,4 | Francie (FRA) (Gérard Gropaiz, Alain Gottvallès, Jean-Pascal Curtillet, Robert Christophe, (r)Jean Pommat)                   | 8:20,4  | Východní Německo (GDR) (Jochen Herbst, Martin Klink, Frank Wiegand, Volker Frischke, (r)Karl-Heinz Engelhardt)               | 8:24,5 |
| 4×100 m polohový závod | Východní Německo (GDR) (Jürgen Dietze, Egon Henninger, Horst-Günter Gregor, Frank Wiegand, (r)Günter Tittes, (r)Volker Frischke) | 4:09,0 | Sovětský svaz (URS) (Veiko Siimar, Leonid Kolesnikov, Valentin Kuzmin, Viktor Konoplyov, (r)Heorhij Prokopenko, (r)V. Morev) | 4:10,3  | Nizozemsko (NED) (Johannes Jiskoot, Jan Weeteling, Wieger Mensonides, Ron Kroon)                                             | 4:10,9 |
| Ženy                   | Zlato | Zlato  | Stříbro | Stříbro | Bronz | Bronz  |
| 4×100 m volný způsob   | Nizozemsko (NED) (Cornelia Gastelaarsová, Aartje Lasterieová, Erica Terpstraová, Hendrika Tigelaarová, (r)Josephina Troostová)   | 4:15,1 | Spojené království (GBR) (Linda Amosová, Adrienne Brennerová, Jennifer Thompsonová, Diana Wilkinsonová)                      | 4:16,3  | Maďarská lidová republika (HUN) (Mária Franková, Zsuzsa Kovácsová, Csilla Madarászová, Katalin Takácsová, (r)Éva Erdélyiová) | 4:17,5 |
| 4×100 m polohový závod | Východní Německo (GDR) (Ingrid Schmidtová, Barbara Göbelová, Ute Noacková, Heidi Pechsteinová, (r)Bärbel von Fircksová)          | 4:40,1 | Nizozemsko (NED) (Maria van Velsenová, Klena Bimoltová, Aagje Koková, Hendrika Tigelaarová, (r)Erica Terpstraová)            | 4:42,9  | Spojené království (GBR) (Linda Ludgroveová, Anita Lonsbroughová, Mary-Anne Cotterillová, Diana Wilkinsonová)                | 4:46,2 |

## Medailová bilance
V plavání se rozdělilo celkem 18 sad medailí.
| Pořadí | Stát                            |       | Muži    | Muži  | Muži  |         | Ženy  | Ženy  | Ženy    |       | Muži + Ženy | Muži + Ženy | Muži + Ženy | Celkem |
| Pořadí | Stát                            | Zlato | Stříbro | Bronz | Zlato | Stříbro | Bronz | Zlato | Stříbro | Bronz |             |             |             | Celkem |
| ------ | ------------------------------- | ----- | ------- | ----- | ----- | ------- | ----- | ----- | ------- | ----- | ----------- | ----------- | ----------- | ------ |
| 1.     | Nizozemsko (NED)                |       | 1       | 1     | 3     |         | 5     | 4     | 2       |       | 6           | 5           | 5           | 16     |
| 2.     | Sovětský svaz (URS)             |       | 4       | 2     | 0     |         | 0     | 0     | 0       |       | 4           | 2           | 0           | 6      |
| 3.     | Východní Německo (GDR)          |       | 1       | 1     | 4     |         | 2     | 1     | 2       |       | 3           | 2           | 6           | 11     |
| 4.     | Francie (FRA)                   |       | 2       | 1     | 0     |         | 0     | 0     | 0       |       | 2           | 1           | 0           | 3      |
| 5.     | Spojené království (GBR)        |       | 0       | 2     | 1     |         | 1     | 3     | 1       |       | 1           | 5           | 2           | 8      |
| 6.     | Švédsko (SWE)                   |       | 1       | 2     | 1     |         | 0     | 0     | 1       |       | 1           | 2           | 2           | 5      |
| 7.     | Maďarská lidová republika (HUN) |       | 1       | 0     | 1     |         | 0     | 0     | 2       |       | 1           | 0           | 3           | 4      |
| 8.     | Španělský stát (ESP)            |       | 0       | 1     | 0     |         | 0     | 0     | 0       |       | 0           | 1           | 0           | 1      |
| Celkem | Celkem                          |       | 10      | 10    | 10    |         | 8     | 8     | 8       |       | 18          | 18          | 18          | 54     |